# Hrabůvka
Hrabůvka är en ort i Tjeckien.   Den ligger i regionen Olomouc, i den östra delen av landet, 240 km öster om huvudstaden Prag. Hrabůvka ligger 334 meter över havet och antalet invånare är 325.
Terrängen runt Hrabůvka är varierad. Runt Hrabůvka är det ganska tätbefolkat, med 207 invånare per kvadratkilometer. Närmaste större samhälle är Hranice, 4,6 km sydost om Hrabůvka. Trakten runt Hrabůvka består till största delen av jordbruksmark.